# Isomerida longicornis
Isomerida longicornis là một loài bọ cánh cứng trong họ Cerambycidae.